# Jardin en mouvement

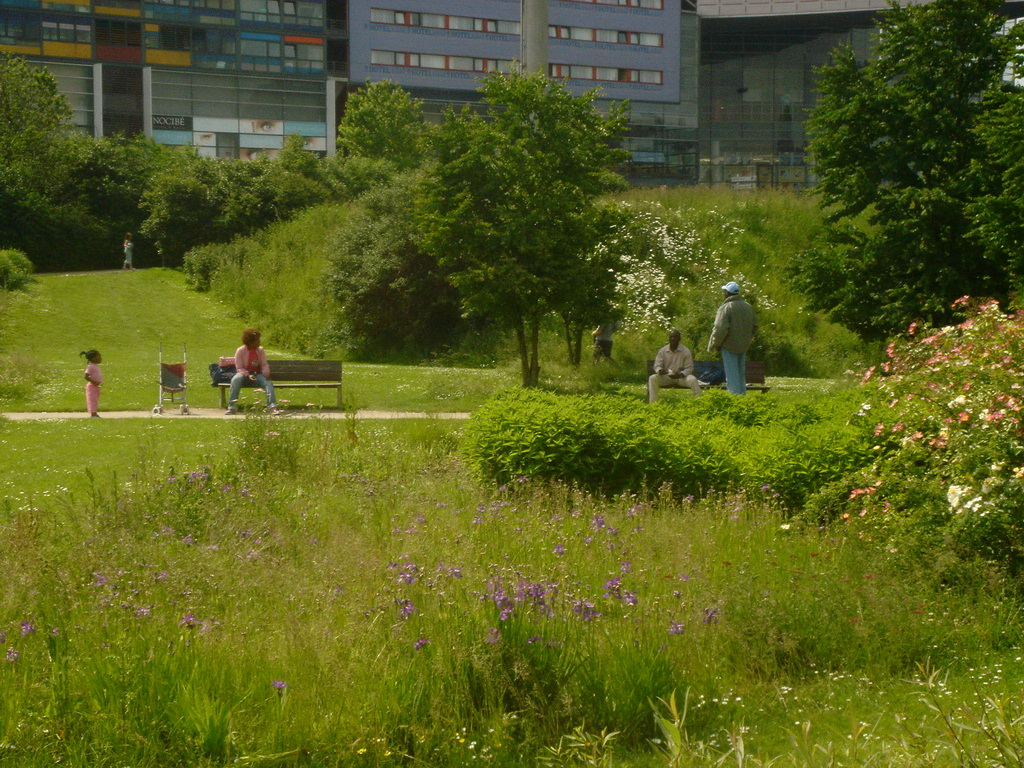
Le jardin en mouvement dans le parc Matisse à Lille.

Le jardin en mouvement est un concept créé par le paysagiste français Gilles Clément pour désigner à la fois un type de jardin où les espèces végétales peuvent se développer librement et, plus généralement, une philosophie du jardin qui redéfinit le rôle du jardinier, en accordant une place centrale à l'observation, et qui repose sur l'idée de coopération avec la nature.

## Origine et définition
Gilles Clément a d'abord élaboré cette approche de manière expérimentale à partir de 1977 dans son propre jardin, La Vallée, dans la Creuse. Il l'a décrit pour la première fois dans un article paru en 1985 sous le titre « La friche apprivoisée », puis l'a exposé dans son livre Le Jardin en mouvement, publié en 1991 et plusieurs fois réédité.
Le concept de jardin en mouvement s'inspire de la friche : un terrain non entretenu est rapidement colonisé par de nombreuses plantes. Cette dynamique naturelle complexe, reposant sur de multiples interactions, peut être mise à profit pour composer un espace en perpétuelle évolution. Le jardinier tente d'infléchir « les énergies en présence — croissances, luttes, déplacements, échanges — » pour « les tourner à son meilleur usage sans en altérer la richesse », et sa devise devient : « Faire le plus possible avec, le moins possible contre ».
Afin de canaliser la concurrence entre les végétaux, sans la contrôler complètement, le jardinier peut par exemple décider à chaque saison de tailler telle plante ou de laisser libre telle autre : « Le dessin du jardin, changeant au fil du temps, dépend de celui qui entretient, il ne résulte pas d’une conception d’atelier sur les tables à dessin ».
La manifestation la plus visible de ce mode de gestion tient en effet au déplacement physique des espèces sur le terrain, notamment grâce aux semis spontanés, mais aussi à la multiplication végétative permise entre autres par des organes souterrains (rhizomes, tubercules, bulbes, etc.). C'est de ce phénomène que le jardin en mouvement tire son nom.

## Principes et application

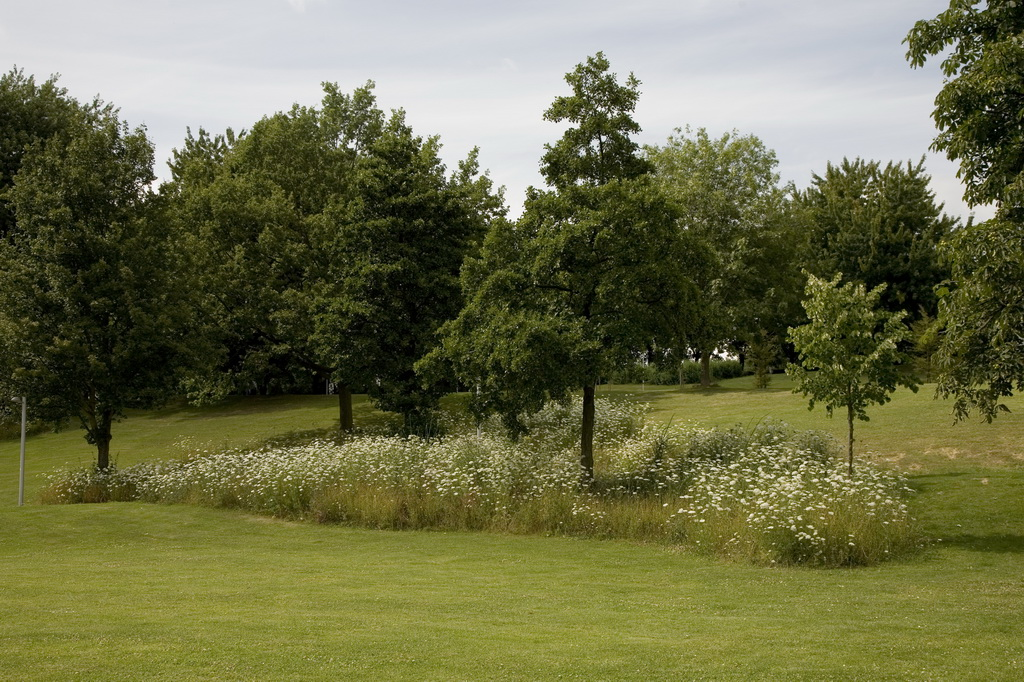
Le jardin en mouvement dans le jardin de l'Arbre Ballon à Bruxelles.

Selon Gilles Clément, le jardin en mouvement est un « état d’esprit » qui « conduit le jardinier à observer plus et jardiner moins ; à mieux connaître les espèces et leurs comportements pour mieux exploiter leurs capacités naturelles ». Son objectif est de maintenir et accroître la diversité biologique, source d’étonnement, garantie du futur ». Il doit pour cela :
- « maintenir et accroître la qualité biologique des substrats : eau, terre, air » ;
- « intervenir avec la plus grande économie de moyens, limitant les intrants, les dépenses d’eau, le passage des machines[3] ».

Après avoir mis au point cette approche dans son propre jardin de La Vallée, Gilles Clément l'a mise en œuvre dans une parcelle du parc André-Citroën à Paris, inauguré en 1992, puis dans différentes réalisations.

## Mise en perspective

### Antécédents
Le concept développé par Gilles Clément peut être rapproché de plusieurs théories du jardin antérieures.
Dès la fin du XVIIIe siècle, le peintre français Pierre-Henri de Valenciennes, dans le chapitre « Des jardins » de son traité sur la peinture de paysage, suggérait de mêler les espèces, afin de produire « ce beau désordre que nous offre la nature agreste, et qui cause notre admiration », et en particulier de semer « un mélange de toutes sortes de graines » d’herbacées en laissant à la nature le soin de les faire germer ; « le jardinier n’aurait plus qu’à les éclaircir […] et à chercher l’ordonnance des groupes pour affecter agréablement la vue », proposition qui semble préfigurer le jardin en mouvement.
Certains aspects de la théorie de Gilles Clément rappellent également le concept de « jardin sauvage » tel qu'il a été élaboré par William Robinson, dans son ouvrage The Wild Garden (1870), précisément cité dans la bibliographie du livre Le Jardin en mouvement. En réaction contre l'emploi massif de fleurs annuelles dans les jardins victoriens, qui nécessitaient de coûteuses replantations chaque année, Robinson préconisait l'installation de vivaces rustiques pouvant se naturaliser spontanément, notamment des bulbes — narcisses, tulipes, etc. — laissés à demeure dans les prairies fleuries.
Le travail du paysagiste néerlandais Louis-Guillaume Le Roy (né en 1924), qui militait dès les années 1970 pour un nouvel habitat respectant le caractère évolutif et la complexité des écosystèmes, présente également des affinités avec l'approche du jardin en mouvement.

### Jardin en mouvement et gestion différenciée
Pour Gilles Clément, le jardin en mouvement est un « mode de gestion, donc de conception », qui s'est diffusé en France et à l'étranger en se référant parfois au terme générique de « gestion différenciée ».
Développée notamment aux Pays-Bas, en Allemagne et en Suisse, cette méthode consiste à ne pas entretenir tous les espaces d'un jardin avec la même intensité ni la même nature de soins. Elle s’est peu à peu imposée en France depuis les années 1990 et est désormais mise en pratique dans de nombreux services des espaces verts,.
Si la gestion différenciée vise elle aussi à limiter l'intervention humaine, pour des raisons tant écologiques qu'économiques, elle peut cependant s'appliquer à tout type de composition — y compris dans des jardins historiques et sur des tracés fortement réguliers — et ne s'accompagne pas fortement d'un déplacement manifeste des végétaux au cours du temps.

### Jardin en mouvement et écologie
Les relations entre le concept de jardin en mouvement et l'écologie ont été débattues par des spécialistes du travail de Gilles Clément. Selon Danielle Dagenais, son discours reposerait sur une « rhétorique écologique », sans s'appuyer précisément sur cette science ; elle relève que le jardin en mouvement du parc André-Citroën, s'il s'inspire du principe de la friche, ne comporte aucune espèce caractéristique de ce type de milieu. Pour Louisa Jones, cette analyse serait erronée car elle confondrait l'écologie avec la biologie et ne tiendrait pas suffisamment compte de la manière dont Clément a défini initialement le jardin en mouvement dans l'article de 1985 sur la friche apprivoisée. Ce texte utilise en effet une terminologie tirée de l'écologie, en tant qu'étude des interactions entre les êtres vivants et avec leur milieu ou biotope, et plus particulièrement de la phytosociologie ou étude des communautés végétales, puisque l'auteur y parle de climax, de série de cortège ou encore de strate. Dans son ouvrage "Le jardin ensauvagé", Louisa Jones propose des réponses des réponses historiques, philosophiques et pratiques sur la place des jardins dans les pays occidentaux.
Toujours selon Louisa Jones, le jardin en mouvement s'inscrit par ailleurs dans le projet défendu par Gilles Clément d'« écologie humaniste ». Le paysagiste affirme lui-même dès 1998 : « Cette expérience (dans le jardin de La Vallée) a duré huit ans, au terme desquels j'ai réalisé qu'il s'agissait d'une nouvelle forme de jardinage mais aussi d'une théorie visant à redéfinir la place de l'homme dans la nature ». Son œuvre postérieure développe une réflexion à portée philosophique, qui, centrée sur le rôle du jardinier par rapport à la biodiversité, s'est prolongée dans les concepts de jardin planétaire et de Tiers paysage. La théorie du jardin en mouvement se rattache donc, de ce point de vue, à l'écologie politique.